# Pfarrkirche Schönbach in Niederösterreich

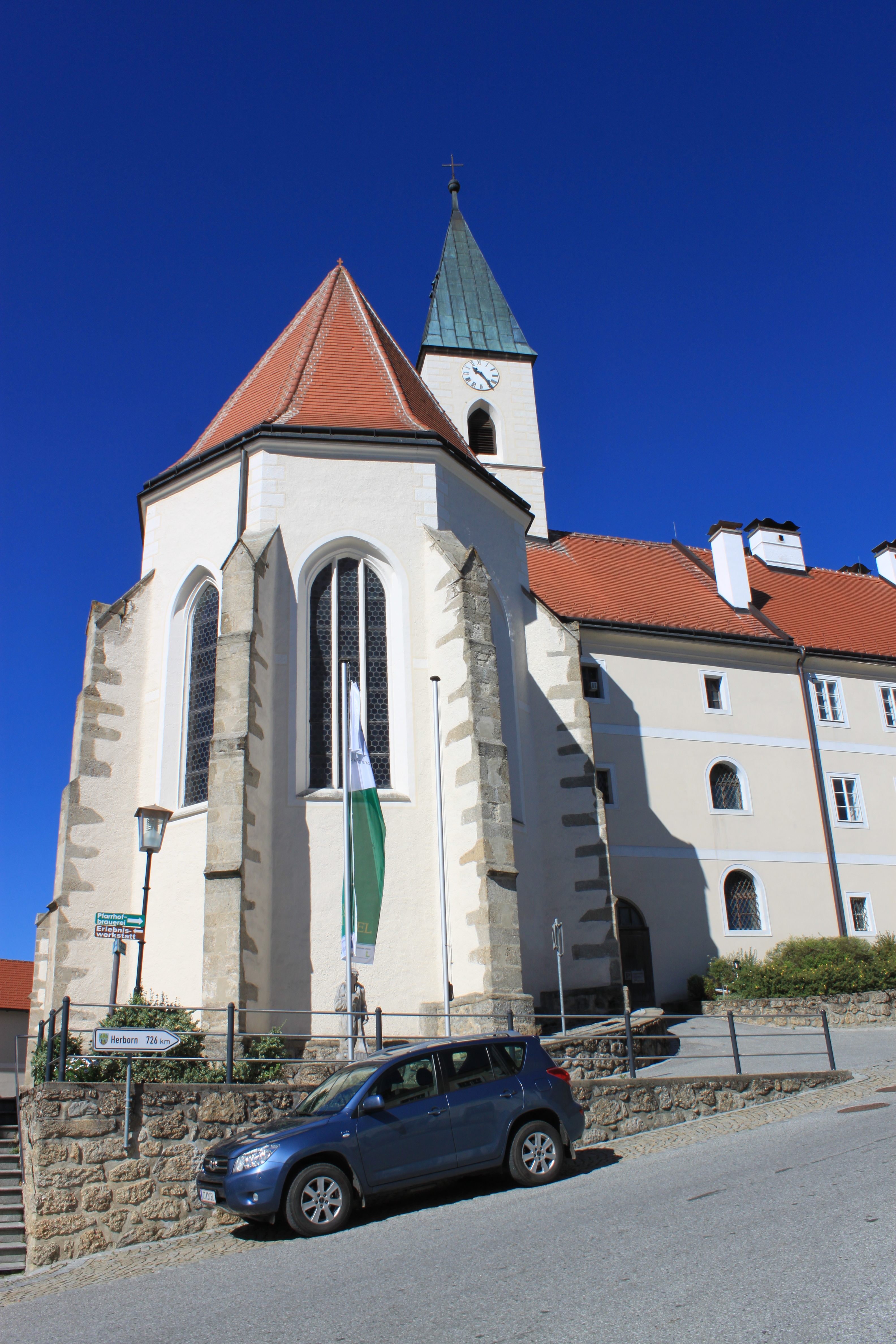
Katholische Pfarrkirche Maria Lichtmeß in Schönbach

Mittelschiff, Blick zum Chor

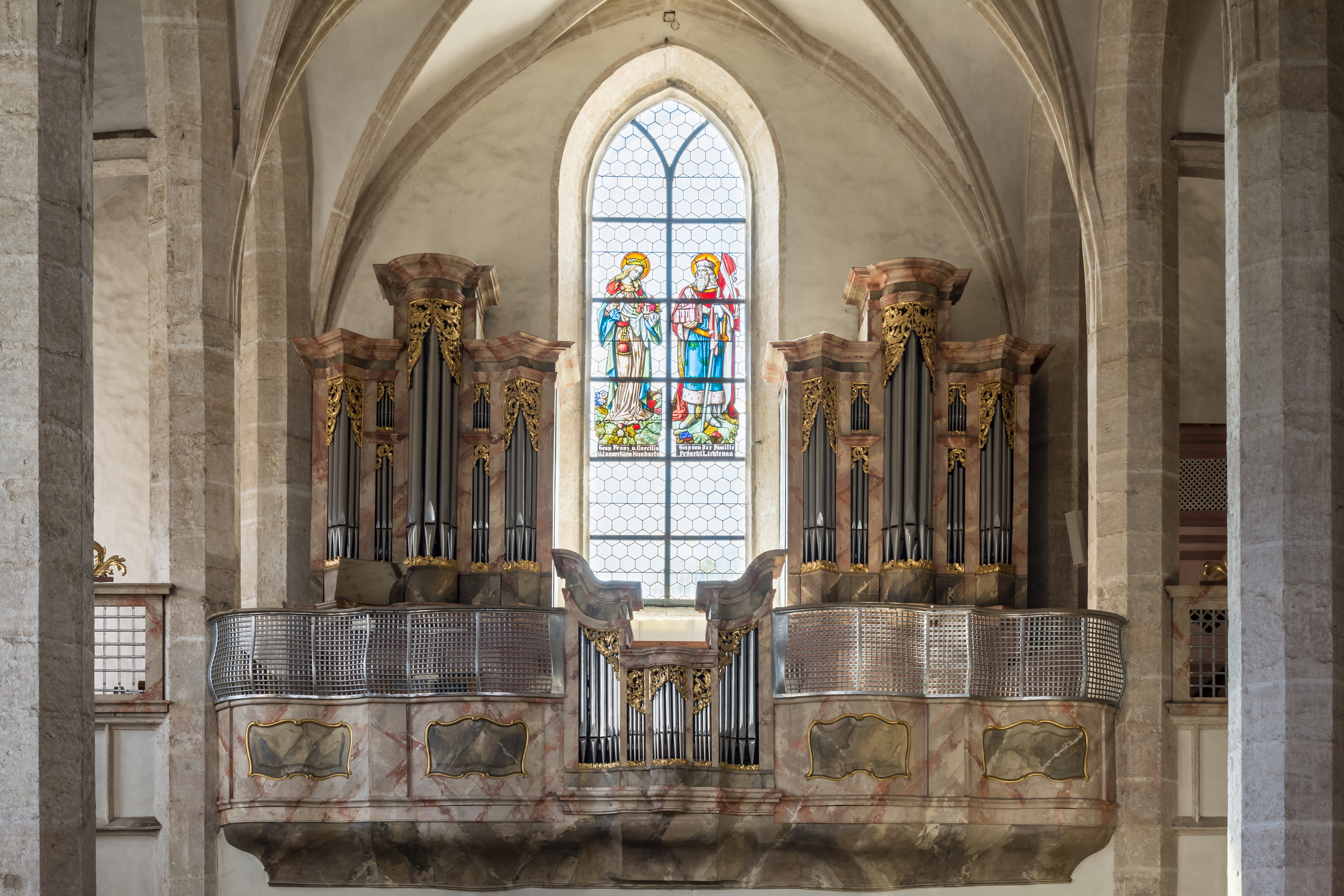
Langhaus, Blick zur Orgel

Die römisch-katholische Pfarrkirche Schönbach steht erhöht über dem Marktplatz in der Marktgemeinde Schönbach im Bezirk Zwettl in Niederösterreich. Die dem Patrozinium Mariä Lichtmess unterstellte Pfarrkirche gehört zum Dekanat Zwettl in der Diözese St. Pölten. Die Kirche steht unter Denkmalschutz (Listeneintrag).

## Geschichte
Urkundlich wurde 1371 ein Pfarrlehen der Dachsberger auf Rappottenstein genannt. Im 15. Jahrhundert war Schönbach ein bedeutender Wallfahrtsort „Maria Rast“. Um 1570 protestantisch. Von 1636 bis 1698 war die Pfarre mit der Pfarre Traunstein vereinigt. Von 1698 bis 1828 bestand ein Hieronymitanerkloster. 1703, 1896, 1910 und 1958/1964 waren Renovierungen.

## Architektur
Die spätgotische Hallenkirche ist ein bemerkenswert einheitlicher Kirchenbau um 1450/1457. An der Nordseite steht das ehemalige Hieronymitanerkloster von 1698 in der Nutzung als Pfarrhof und Volksschule.
Das Kirchenäußere zeigt ein mächtiges Langhaus unter einem steilen Satteldach und einen eingezogenen und etwa gleich hohen Chor mit einem Fünfachtelschluss. Die Kirche hat einen umlaufenden Sockel und weit vorkragende abgetreppte Strebepfeiler mit Pultdächern und Spitzgiebeln. Das westliche Kielbogenportal hat Fialen und ein Maßwerktympanon, das südliche Portal hat einen Schulterbogen, beide Portale wurden später neugotisch überarbeitet und ergänzt, die Türen aus Holz sind neugotisch. Die hohen Spitzbogenfenster wurden wohl im 17. Jahrhundert erneuert. Der Nordturm steht im Chorwinkel, er wurde 1901 erhöht, er hat spitzbogige Schallfenster und trägt einen Pyramidenhelm.
Das Kircheninnere zeigt eine dreischiffige fünfjochige Hallenkirche. Das breite Mittelschiff hat ein Netzrippengewölbe mit durchkreuzten Anläufen auf schlanken Achtseitpfeilern, in den Seitenschiffen gibt es ungewöhnliche ansteigende Gewölbe in der Art eingezogener Strebebögen mit Dreistrahlrippen auf polygonalen Wandvorlagen. Die dreiteilige netzrippenunterwölbte Westempore hat eine verstäbte Brüstung und darüber eine barocke Emporenbrüstung mit seitlichen Gittern, beim Aufgang gibt es ein Freskenmedaillon Apostelkopf aus der ersten Hälfte des 15. Jahrhunderts. Der Triumphbogen ist spitzbogig. Der zweijochige Chor hat ein Sternrippengewölbe auf schlanken Runddiensten mit kleinen Kapitellen. Die Chornordwand hat ein spätgotisches Sakristeiportal mit einem Kleeblattbogen und eine spätgotische beschlagene Eisentür mit einem Türring und Krabben, in der Chorsüdwand befindet sich ein vermauertes Portal zur ehemaligen Sakristei. Es gibt Wandmalerei an der Chornordwand als Rest der ehemaligen Sakramentsnischenbemalung mit einem Kielbogen mit Schmerzensmann aus der ersten Hälfte des 15. Jahrhunderts. Das quadratische Turmerdgeschoß hat ein Kreuzgratgewölbe. Die Sakristei im Klostergebäude ist kreuzgratgewölbt.
Die Glasmalereien zeigen die Heiligen Leopold und Elisabeth aus 1902.

## Einrichtung
Die Kirche beinhaltet eine bemerkenswerte spätgotische und barocke Einrichtung. Die architektonische Einheit des Raumes wird durch drei spätgotische Flügelaltäre unterstrichen, deren Erhaltung der Stifterin mit Stiftungsbrief 1700 des Klosters Gräfin Strattmann zu verdanken ist. Die übrige Einrichtung stammt großteils aus der Zeit unmittelbar nach der Ordensgründung. Von den ursprünglich fünf barocken Altären wurden nach der Restaurierung 1958/1964 drei Altäre wieder aufgestellt.
Der Hochaltar ist ein spätgotischer Flügelaltar fränkisch oder süddeutsch um 1500, 1906 wurden die barocke Umrahmung entfernt und einige neugotische Ergänzungen angebracht. Die Predella zeigt in fünfteiliger Maßwerkgliederung die Halbfiguren Christus und die vier lateinischen Kirchenväter und an den Seiten die gemalten Wappen der Starhemberger. Der Mittelschrein ist fünfteilig mit Kielbogennischen und reich ornamentiertem Schleierbrett mit den Figuren der Heiligen Johannes der Täufer, Anna selbdritt, Maria mit Kind, Katharian und Barbara. An den Innenseiten der Flügel zeigen sich Szenen aus dem Leben der Maria, links Christus erscheint Maria, Christi Himmelfahrt, Pfingstfest, Marientod, rechts Grabtragung Mariens, Mariä Himmelfahrt, Mariä Krönung, Apostelabschied. Die Flügelaußenseiten sowie das Gesprenge wurden bei der ehemals barocken Umgestaltung entfernt. Das barocke Antependium ist holzgeschnitzt mit Bandelwerk und Kartusche mit einem Marienmonogramm um 1720. Der Tabernakel ist barock.
Das barocke Orgelgehäuse von 1777 enthält ein Werk von Gregor Hradetzky 1965.

## Grabdenkmäler
Innen
- Grabplatte zu Prior P. Onophrius, gestorben 1724.

## Wochentagskapelle
Die Wochentagskapelle befindet sich nördlich im Klostergebäude. Der Zugang erfolgt über das Turmerdgeschoß. Die rechteckige Kapelle ist kreuzgratgewölbt und hat barocke Holztüren. Es gibt die Ölbilder Ecce Homo von Josef Ferdinand Fromiller aus der Mitte des 18. Jahrhunderts in einem Rokokorahmen und Pfingstfenst um 1780 in einem josephinischen Rahmen.